# Memelcultuur
De Memelcultuur (ook: Nemancultuur of Nemunascultuur, 7e - 3e millennium v.Chr.) is een archeologische cultuur van het mesolithicum tot het midden-neolithicum in het bovenste stroomgebied van de Memel: Noordoost-Polen, Zuid-Litouwen, westelijk Wit-Rusland en de Oblast Kaliningrad. 
In het noorden grenst de Memelcultuur tijdens het mesolithicum aan de Kundacultuur en tijdens het neolithicum aan de Narvacultuur.
Het was een voortzetting van het Swiderien en werd vervangen door de touwbekercultuur.

## Mesolithische fase
Tijdens het Atlanticum werd het klimaat warmer en loofbossen bedekten een groot deel van het grondgebied. De migrerende rendieren, levensbasis van de paleolithische jagers, trokken zich terug naar het noorden en werden opgevolgd door bosdieren. De bevolking paste zich aan aan de veranderde omgeving. Ze waren nog steeds nomadisch, maar reisden kortere afstanden en verbleven voor langere periodes op dezelfde plaats. De archeologen vonden zowel eenmalig gebruikte kleine kampen als grotere kampen waar de jagers herhaaldelijk terugkwamen. Deze kampen bevonden zich meestal in de buurt van meren of rivieren. 
De mensen gebruikten pijlen en speren voor de jacht en harpoenen om te vissen. De vuurstenen werktuigen van de mesolithische Memelcultuur werden beïnvloed door zowel microlieten van Zuidoost-Europa als de Noord-Europese Maglemosecultuur. Ondanks de verscheidenheid aan invloeden was de cultuur gedurende 2500-3000 jaar vrij stabiel, hetgeen aangeeft dat er geen belangrijke migraties plaatsvonden. De artefacten tonen daarom een vrijwel onveranderd assortiment van pijlpunten, trapezoïde messen en ovale bijlen.

## Neolithische fase
Het neolithicum begon met het verschijnen van aardewerk in het midden van het 5e millennium v.Chr. De subneolithische Memelcultuur volgt rechtstreeks op de mesolithische Memelcultuur. De meeste vuurstenen werktuigen zijn zeer vergelijkbaar. Een nieuwe wijd verspreide ontwikkeling was het gebruik van messen met scherpe en uitlopende punt. Het aardewerk van de Memelcultuur bezat puntige bodems en was gemaakt van klei vermengd met organisch materiaal of gemalen kwartsiet. Sommige late exemplaren hebben platte bodems. Het vaatwerk was smaller en bolvormiger dan dat van de Narvacultuur. Het werd versierd met een dun laagje witte klei en rijen van kleine indrukken op de rand. De rest van het vat bezat diagonale strepen in een visnetpatroon of meerdere rijen kleine indrukken. 
In de nederzettingen werd ook aardewerk van de Narvacultuur gevonden. Een dergelijk fenomeen wordt verklaard door de handel in vuursteen, waar de Narvacultuur in het noorden niet over beschikte.
In de laatste fase van de Memelcultuur werd het aardewerk gevarieerder en vertoont invloed van de hafkustenkultuur, met touwindrukken of visgraatdecoraties. Uiteindelijk werd de cultuur opgevolgd door de touwbekercultuur en kogelamforacultuur.